# Bainbridge (Schiff, 1962)
Die Bainbridge (Kennung: DLGN-25 / CGN-25), war das vierte von bisher fünf Schiffen unter diesem Namen und der erste nuklear getriebene Zerstörer bzw. Fregatte der Welt. Durch die Reklassifizierung zum Kreuzer (1975) wurde sie zu einem Atomkreuzer. Sie wurde von der United States Navy 1962 in Dienst gestellt. Mit einer Verdrängung von 8400 Tonnen war sie das leichteste je in Dienst gestellte atomare Überwasserkriegsschiff.
Die Bainbridge nahm sowohl am Vietnamkrieg als auch an der Operation Desert Storm 1991 teil, wurde 1996 außer Dienst gestellt und von 1997 bis 1999 abgewrackt.

## Einsatzart und Klassifizierung
Die Bainbridge wurde als Zerstörer bzw. Fregatte in Dienst gestellt. So steht die offizielle Klassifikation DLGN eigentlich für einen Zerstörer-Untertyp (Destroyer leader/guided missile/nuclear, deutsch „Zerstörerführer mit Lenkwaffen, nuklear getrieben“). Jedoch wird der Teil DL (für Großer Zerstörer oder Führungszerstörer) oft auch als Große Fregatte interpretiert. Da die Unterscheidung zwischen diesen beiden Schiffstypen seit dem Zweiten Weltkrieg aber ohnehin stark abgenommen hat, wurde die Bainbridge, wie andere Schiffe mit DL-Kennung, wegen ihrer Größe später aus der Gruppe der Zerstörer herausgelöst zu einem atomgetriebenen Lenkwaffenkreuzer hochgestuft.
Die Bainbridge war ein klassischer Vertreter der US-Marine-Definition des Schiffstyps Zerstörer/Fregatte: Durch ihre Bewaffnung konnte sie innerhalb der Kampfgruppe, der sie angehörte, das von ihr begleitete Hauptschiff des Verbandes (i. d. R. ein Flugzeugträger) sowohl gegen Bedrohungen aus der Luft wie auch gegen U-Boote schützen. Speziell in Zusammenspiel mit nuklear betriebenen Flugzeugträgern konnte sie ihre Geschwindigkeit und die unbegrenzte Reichweite (ohne zwischendurch Treibstoff bunkern zu müssen) ausspielen.
Mit der Reklassifizierung 1975 (welche von der Auflösung der DLGN-Klassifizierung herrührte) wurde die Bainbridge zum Kreuzer und hätte somit laut Klassendefinition mehr Operationen abseits einer Flotte, zum Beispiel die Überwachung und Freihaltung von Seewegen, durchführen müssen. Dazu war sie jedoch erst ab 1985 in der Lage, da sie erst zu diesem Zeitpunkt Flugkörper vom Typ Harpoon gegen Oberflächenziele erhielt. Letztlich zeigt sich am Beispiel der Bainbridge deutlich, dass allein durch einen Blick auf die Klassifizierung eine Einschätzung der Aufgaben eines Schiffes nur noch schwerlich möglich ist.

## Technik

### Rumpf
Die Bainbridge ist das kleinste je in Dienst gestellte nukleare Überwasser-Kriegsschiff. Der Entwurf war stark an den der konventionell getriebenen Schiffe der Leahy-Klasse angelehnt, was zu großen äußeren wie inneren Ähnlichkeiten zwischen den Schiffen führte, so dass die Leahy-Klasse als Schwesterklasse angesehen wird.

### Antrieb
Die Bainbridge wurde von zwei Druckwasserreaktoren angetrieben. Diese waren vom Typ D2G von General Electric. Sie waren mit zwei Dampfturbinen verbunden, die zusammen rund 44.000 kW (60.000 PS) Leistung auf die beiden Antriebswellen des Schiffes brachten. Damit war die Bainbridge in der Lage, Geschwindigkeiten jenseits der 30 kn (56 km/h) über fast beliebig lange Strecken zu halten. Sie hielt über längere Zeit den Geschwindigkeitsausdauerrekord der US Navy für eine durchschnittlich 29,9 kn schnelle Fahrt der 6.600 sm (12.223 km) langen Strecke von Fremantle, Australien, in den Golf von Tonkin, Vietnam, im Jahre 1966.
Während ihrer Laufbahn ist die Bainbridge eine Strecke von über 1,8 Mio. Seemeilen gefahren. Ihre erste Befüllung mit neuen Brennstäben erfolgte dabei nach 300.000 sm 1967/1968 in der Mare Island Naval Shipyard in Kalifornien, die zweite zwischen 1974 und 1976 in der Puget Sound Naval Shipyard in Bremerton, Washington. Während der Werftliegezeit zwischen 1983 und 1985 wurden zum dritten und letzten Mal neue Brennstäbe eingesetzt, wobei die zweite und dritte Befüllung mit verbessertem Material geschah, was die Reichweite erhöhte.

### Bewaffnung

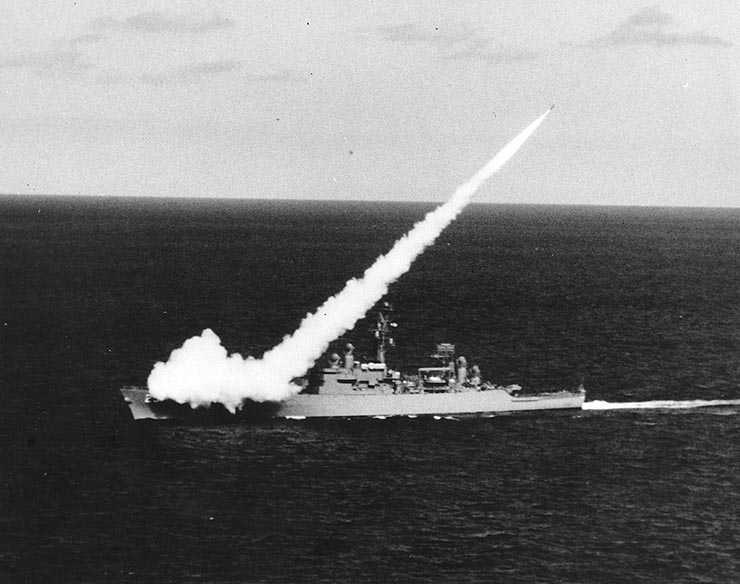
Die Bainbridge startet während einer Übung einen RIM-2-Flugkörper (1962)

Als Flugabwehrraketensystem diente bei Indienststellung das RIM-2-Terrier-System mit einer Reichweite von bis zu 80 sm (etwa 150 km). An Bord befanden sich dafür am Bug und achtern je ein Doppelstarter Mk 10, in den zwei Magazinen lagerten je 40 Raketen. Zwischen 1974 und 1976 erhielt das Schiff mit den RIM-66 Standard Missile 1 ER (extended Range, deutsch „erhöhte Reichweite“) ein neueres System, welches wiederum zwischen 1983 und 1985 durch RIM-67 Standard Missile 2 ER ersetzt wurde. Ebenfalls in diesem Zeitraum wurden zwei Starter für AGM-84-Harpoon-Antischiffraketen installiert. Hierfür waren keine Reserveflugkörper an Bord, so dass das Schiff mit acht Harpoon-Raketen ausgerüstet war.
Zur U-Jagd war auf der Bainbridge ein Mk 16 RUR-5-ASROC-Starter installiert, der die acht an Bord befindlichen Raketentorpedos in einen Umkreis von gut neun Kilometer transportieren konnte, wo sie ins Wasser tauchten und aktiv wurden. Zusätzlich hatte die Bainbridge zwei Dreifachstarter Mk 32 für Torpedos von Typ Mark-46-Leichtgewichtstorpedo an Bord, außerdem vermutlich zwölf Reservetorpedos für dieses System.
Die Bainbridge war mit zwei Doppelgeschützen des Kalibers 7,6 cm ausgerüstet, die 1976 durch modernere 2,0-cm-Geschütze ausgetauscht und Mitte der 1980er ganz abgebaut wurden. In diesem Zeitraum erhielt das Schiff stattdessen zwei Phalanx-Nahverteidigungssysteme zur Abwehr anfliegender Flugkörper.
Der Bainbridge fehlte ein Hangar zur permanenten Aufnahme eines Hubschraubers, achtern war lediglich ein Landedeck vorhanden, das vor allem zur VERTREP verwendet wurde (VERTREP = VERTical REPlenishment, deutsch „Vertikale [von Hubschraubern durchgeführte] Versorgung“).

### Sensoren
Bei Indienststellung trug die Bainbridge das Luftüberwachungsradar SPS-37 von Westinghouse Electric, als dazugehöriges 3D-Radar für die Höhenfindung eines Zieles das SPS-39 von Hughes Aircraft, dessen Reichweite mit 160 sm angegeben wird. Das SPS-39 wurde zwischen 1974 und 1976 durch das Modell SPS-48 von ITT-Gilfillan ersetzt, welches mit 230 sm eine wesentlich höhere Reichweite hatte. Das 2D-Modell (welches also nur für die Peilung verantwortlich ist) SPS-37 wurde zwischen 1983 und 1985 durch das modernere SPS-49 von Raytheon ersetzt, welches eine um ca. 50 % erhöhte Reichweite hatte (ca. 250 sm). Als Navigationsradar führte die Bainbridge bis 1967 das SPS-10 von Raytheon mit, welches dann durch das modernere SPS-67 von Norden Systems ersetzt wurde.
Als Sonargerät für die U-Bootabwehr war bei Indienststellung das SQS-23 installiert, ein aktives Such- und Angriffssonar mit Reichweiten von über 10.000 Yards (9.144 Meter). Anfang der 1980er Jahre wurde es durch ein SQQ-23 ersetzt, prinzipiell ein verbessertes SQS-23, wobei aber die Koordination mit den Sonarcomputern verbessert wurde. Das SQQ-23 setzt zwei Sonodome ein, um eine größtmögliche Abdeckung der Umgebung zu erreichen − insbesondere achtern, wo die Schrauben akustisch schwierige Bedingungen erzeugen.

## Geschichte
In ihrer 34-jährigen Geschichte nahm die Bainbridge an einer Weltumrundung teil, führte Geleitschutzaufgaben im Vietnamkrieg durch und war in den Zweiten Golfkrieg involviert. Später nahm sie auch am Bosnienkrieg teil.

### Konstruktion und Bau
Die Planung für eine Klasse nuklear getriebener Zerstörer begann im Januar 1957, am 1. September 1958 wurde schließlich die Bainbridge geordert. Der Bau erfolgte bei Bethlehem Steel auf der Werft Fore River Shipyard in Quincy, Massachusetts, wo die Kiellegung am 15. Mai 1959 erfolgte. Der Stapellauf fand am 15. April 1961 statt, wobei das Schiff von Mrs. Robert Goodale getauft wurde, der Ur-Ur-Urenkelin des Namenspatrons des Schiffes, William Bainbridge, welcher im Britisch-Amerikanischen Krieg den Rang eines Kommodore innehatte. Das Schiff wurde schließlich am 6. Oktober 1962 bei der US Navy in Dienst gestellt, sein erster Heimathafen war Charleston in South Carolina.

### Einsätze in Europa

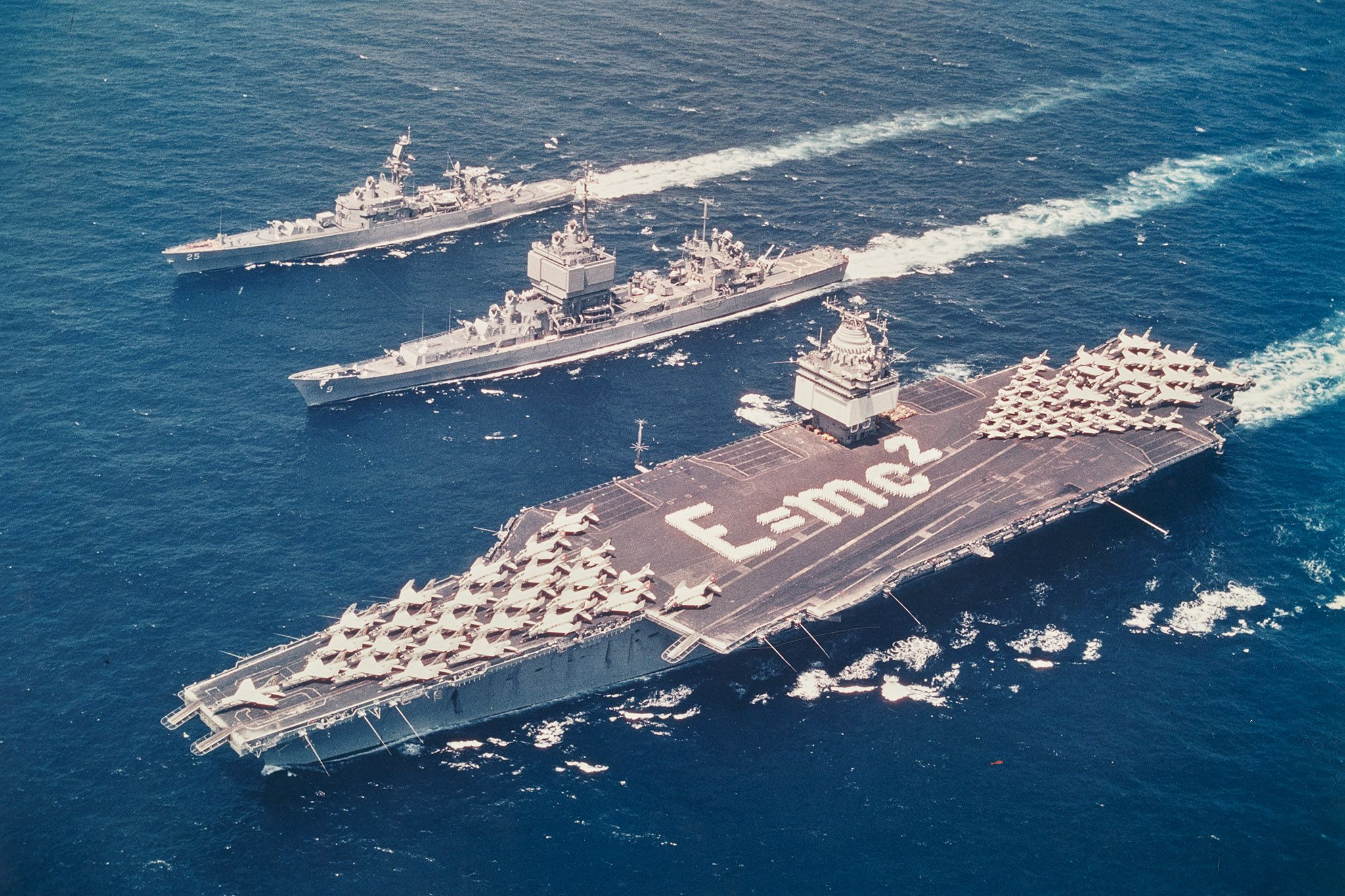
Bainbridge, Long Beach und Enterprise kurz vor Start der Operation Sea Orbit

Nach nur drei Wochen des Trainings vor der amerikanischen Küste verlegte die Bainbridge im Februar 1963 zum ersten Mal nach Europa, wo sie sich im Mittelmeer mit dem Flugzeugträger Enterprise traf. Der erste Hafenbesuch galt der Stadt Toulon in Frankreich. Nachdem sie später im Jahr zurück nach Charleston gefahren war, folgte 1964 die erste große Reise der Bainbridge: Sie verließ den Heimathafen und traf im April wiederum im Mittelmeer mit der Enterprise, der Long Beach und der Seawolf zusammen. Diese vier Schiffe bildeten Nuclear Task Force One, die erste rein nuklear getriebene Kampfgruppe der Welt. Ohne das U-Boot begann die Gruppe am 1. August 1964 die Operation Sea Orbit, während der sie in knapp zwei Monaten eine komplette Weltumrundung und damit über 30.000 sm durchführte. Dank des Atomantriebs gelang dies, ohne einmal bunkern zu müssen. Im Oktober endete Sea Orbit vor der Ostküste der Vereinigten Staaten.

### Einsätze im Vietnamkrieg
Die Bainbridge wurde im Oktober des Jahres 1965 von der Atlantikflotte abgezogen und der Pazifikflotte zugeteilt, wo sie im November ihren neuen Heimathafen Long Beach in Kalifornien erreichte. Von dort verlegte sie auch zu ihrem ersten Einsatz während des Vietnamkrieges, wo sie Weihnachten im Golf von Tonkin verbrachte. Dort beschützte sie den Träger Enterprise, dessen Maschinen von Yankee Station aus Einsätze gegen Nordvietnam flogen. Das tat sie bis ins Jahr 1966 hinein, am 21. Juni lief sie wieder in Long Beach ein. Im Dezember jedoch traf sie bereits wieder vor Vietnam ein und führte Operationen auf Yankee Station durch. Im Sommer des Jahres 1967 fuhr die Bainbridge ihren neuen Heimathafen Vallejo, Kalifornien, an, wo sie ins Trockendock der Mare Island Naval Shipyard kam, um die erste Neubefüllung mit nuklearem Brennstoff zu erhalten. Nachdem sie im April 1968 wieder zu Wasser gelassen worden war, führte sie lokal Operationen und Übungen vor Kalifornien durch, wo sie unter anderem im Manöver Beat Cadence den zum Zielschiff erklärten Zerstörer Jaccard durch Geschützfeuer versenkte.

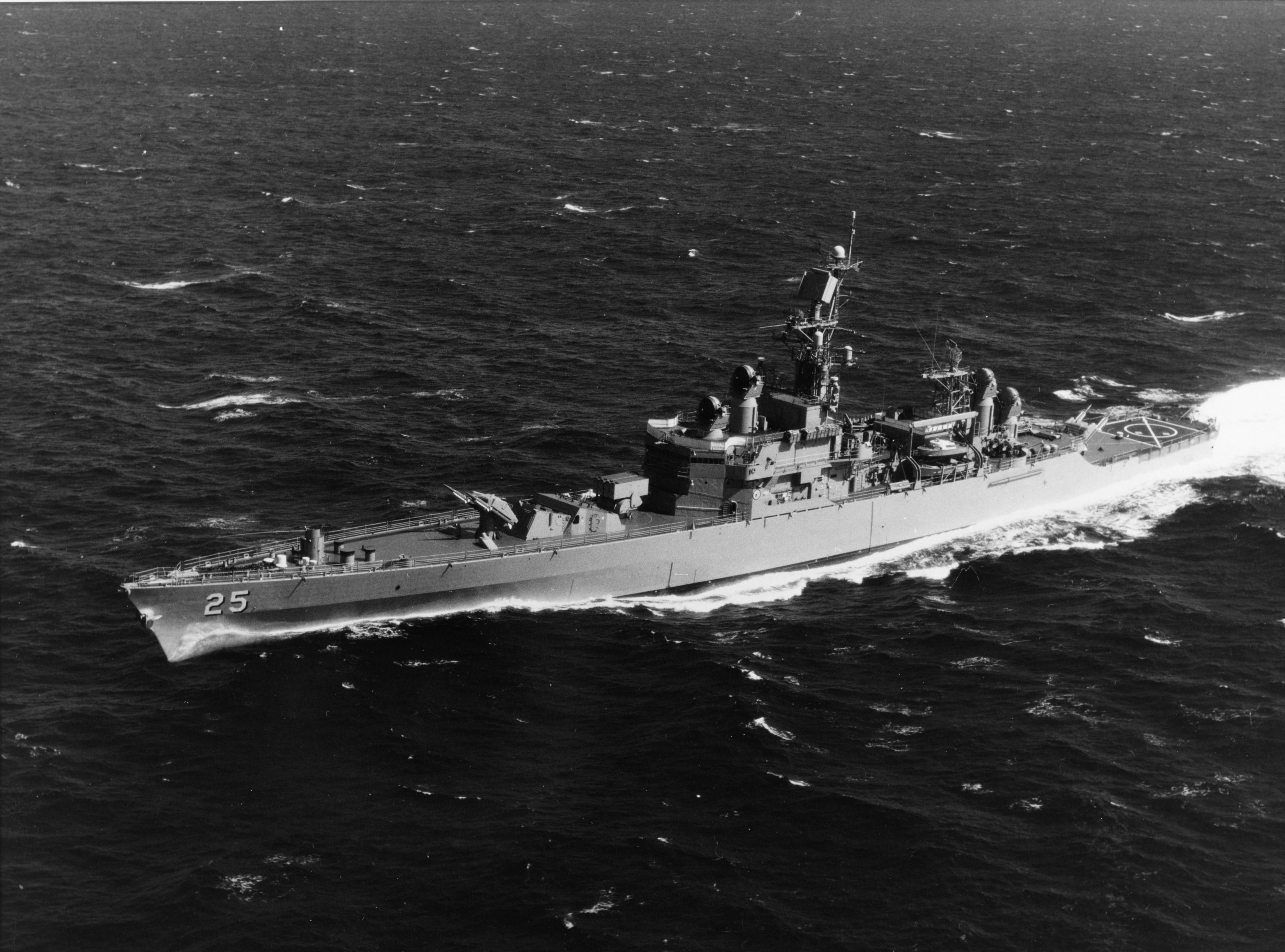
Die Bainbridge im Pazifik, 1972

Anfang des Jahres 1969 fuhr die Bainbridge auf ihre dritte Tour in den Westpazifik (WESTPAC), wo sie die Träger Kitty Hawk, Ticonderoga und Bon Homme Richard auf Yankee Station beschützte. Als sie von dieser Tour zurückkehrte, wechselte sie ihren Heimathafen wieder nach Long Beach. Dort versenkte sie im Oktober und November zwei weitere Zielschiffe. Von April bis November 1970 befand sich die Bainbridge wieder auf Yankee Station, außerdem fuhr sie in den Indischen Ozean ein, um auch dort Präsenz zu zeigen. Etwa ein Jahr später befand sich die Bainbridge ein fünftes Mal im Golf von Tonkin, wo sie die Träger Oriskany, Midway und Enterprise bewachte und weitere Übungen durchführte. Die sechste Fahrt Richtung WESTPAC zwischen September 1972 und April 1973 spielte sich größtenteils vor der Küste Südvietnams ab, wo sie u. a. Minenräumer unterstützte sowie Search-and-Rescue-Aufgaben durchführte.
Eine Abwechslung zur üblichen Routine ergab sich auf der siebten WESTPAC-Tour, wo sie sich zwischen dem 18. November 1973 und dem 31. März 1974 auf Gonzo Station im Arabischen Meer befand, um Flugzeugträger zu beschützen. Nach dieser Tour wurde die Bainbridge zu ihrer ersten großen Überholung nach Bremerton verlegt, wo sie statt für die vorgesehenen 19 ganze 27 Monate verblieb. Insgesamt kosteten die Modifikationen 103 Mio. US-Dollar. Während dieser Zeit fand auch die Reklassifikation als CGN-25 statt, womit das Schiff ab dem 30. Juni 1975 offiziell ein Lenkwaffenkreuzer war.

### Spätere Einsätze in der Pazifikflotte
Nach der Werftliegezeit wurde die Bainbridge nach San Diego verlegt. Zu der Zeit versuchte die Marine, Kosten zu sparen, indem sie Schiffe bevorzugt in großen Stützpunkten stationierte. Die nächste Einsatzfahrt ging ab dem 20. März 1978 wieder Richtung Vietnam, wo sie Bootsflüchtlinge (Boatpeople) unterstützte. Am 9. August 1978 kehrte sie nach San Diego zurück. Den Jahreswechsel 1978/1979 verbrachte die Bainbridge wieder in der Puget Sound Naval Shipyard, wo unter anderem die Harpoon-Raketen installiert wurden.

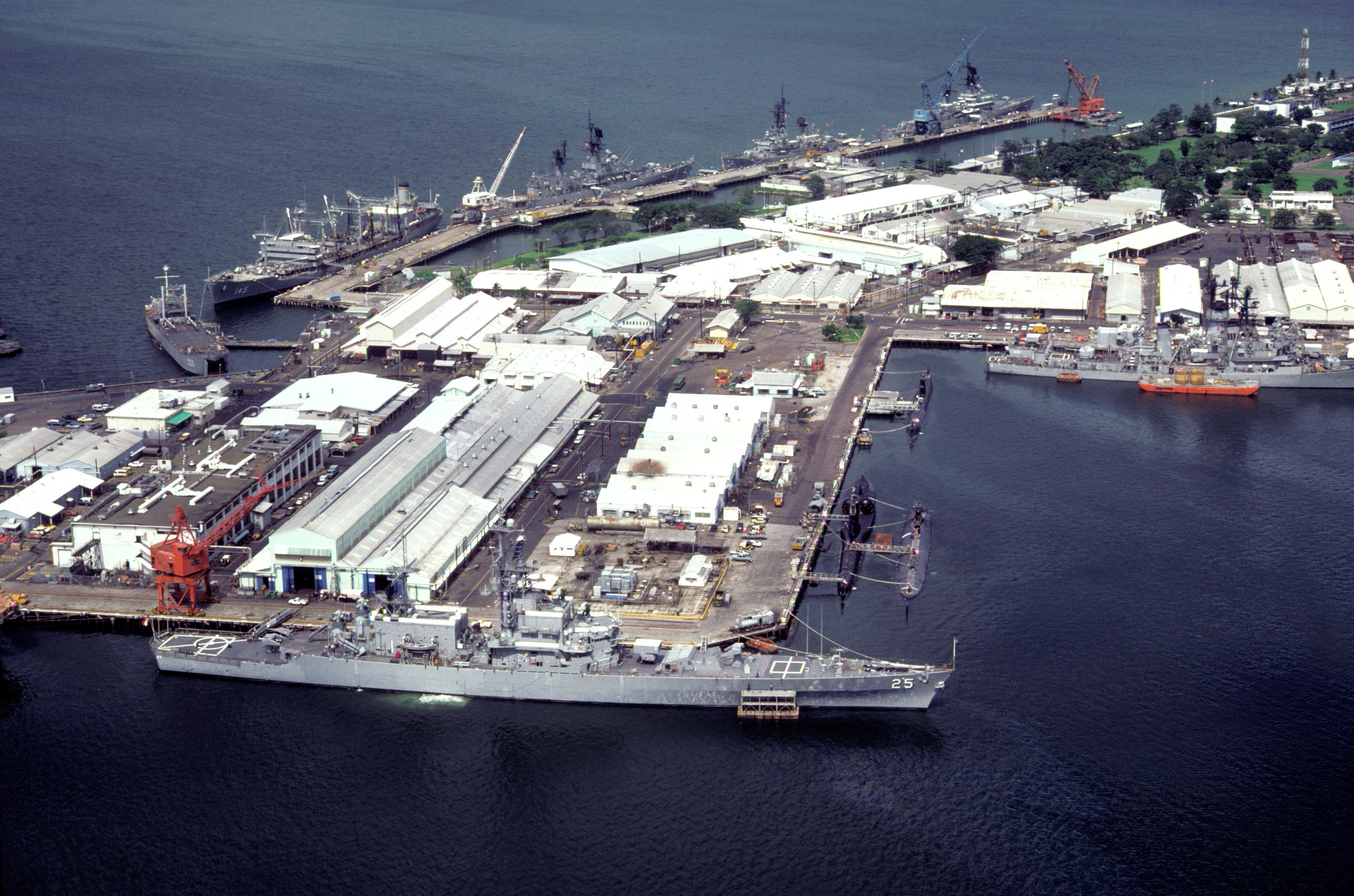
Die Bainbridge (im Vordergrund) an der Pier der United States Naval Base Subic Bay, 1981

Im August 1979 verließ die Bainbridge ein weiteres Mal San Diego Richtung WESTPAC, wo sie im Rahmen der Geiselnahme von Teheran auch vor dem Iran operierte. Diese neunte Einsatzfahrt durch den Pazifik dauerte bis zum 7. März 1980. Die Routine wurde weiter beibehalten, und so startete am 27. Februar 1981 bereits die nächste Fahrt, auf der die Bainbridge wiederum Boatpeople aufnahm und in der Straße von Malakka drei malaysische Fischer rettete, deren Boot Schiffbruch erlitten hatten. Die Bainbridge kehrte am 21. September 1981 zurück in den Hafen von San Diego. Die elfte Fahrt (1. September 1982 bis 29. April 1983) wurde teilweise zusammen mit der Enterprise durchgeführt, später rettete die Bainbridge zuerst 51 weitere Boatpeople und später vor der Westküste Indiens 318 Arbeiter einer Ölbohrinsel, die außer Kontrolle geraten war. Dies war die letzte WESTPAC-Tour, nach der elften Fahrt verlegte die Bainbridge wiederum in die Puget Sound Naval Shipyard, wo sie bis April 1985 zur zweiten großen Überholung verblieb. Nach einer kurzen Zeit in San Diego verlegte die Bainbridge ihren Heimathafen schließlich zurück in den Atlantik, nach Norfolk in Virginia.

### Einsätze im Atlantik
Die ersten Einsätze von Norfolk aus führten die Bainbridge in die Karibik, wo sie Missionen zur Bekämpfung des Drogenschmuggels durchführte. In den Jahren 1986 und 1988 führte sie zwei Operationen im Mittelmeer aus, wobei sie auch zahlreiche Häfen in Nordafrika besuchte. Im Juni 1990 führte die Bainbridge weitere Hafenbesuche in Nordeuropa aus, unter anderem besuchte sie zum ersten Mal die britischen Inseln. Auf dieser Fahrt eskortierte sie außerdem die Schiffe Flickertale State und die Gopher State aus Wilhelmshaven in den Pazifik. Diese Schiffe transportierten Kanister mit Nervengas, die dort vernichtet werden sollten. Nach der Ablösung als Eskorte durch die Truxtun fuhr die Bainbridge durch den Panamakanal zurück nach Norfolk.

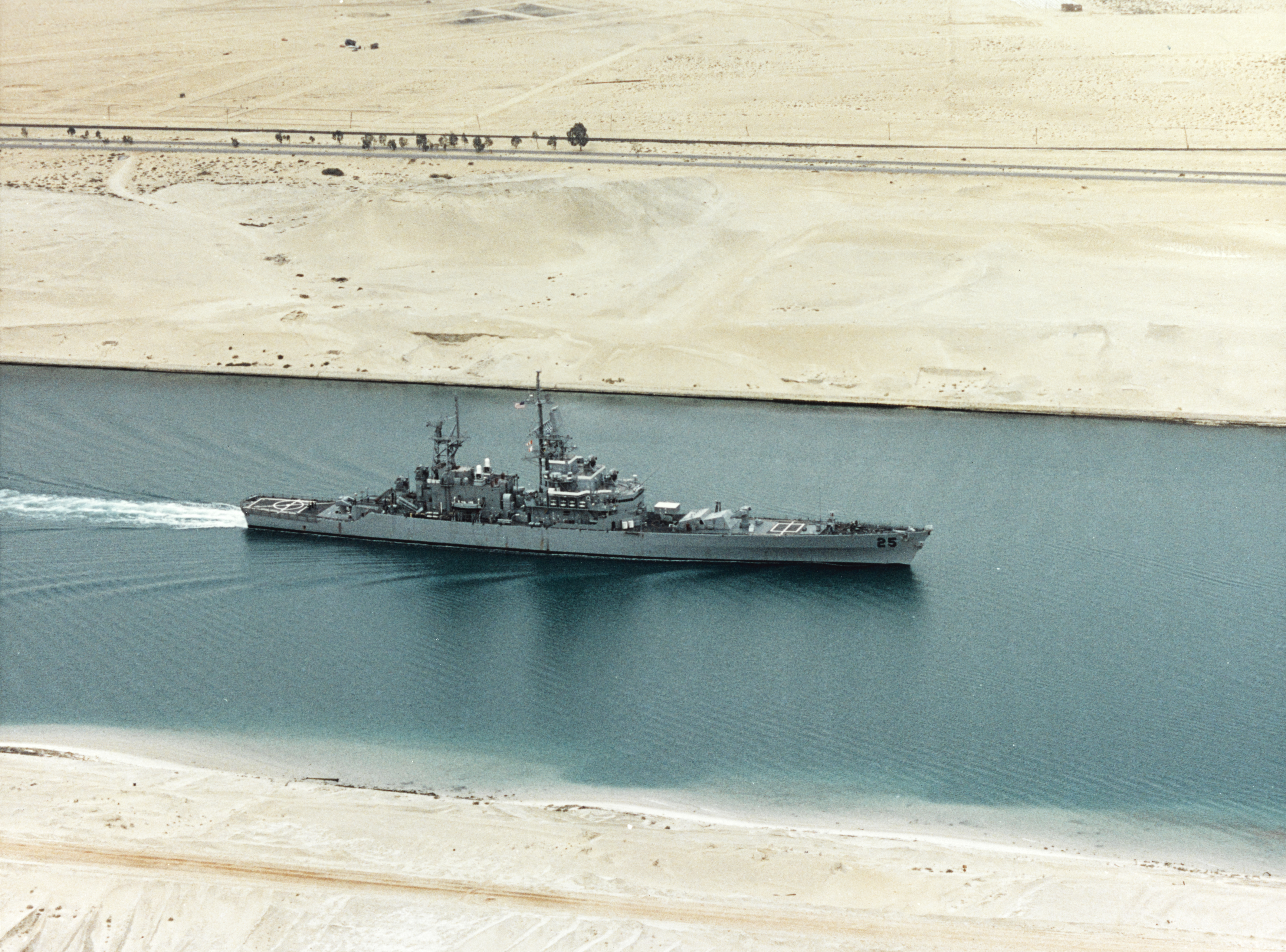
Die Bainbridge durchquert den Sueskanal, 1992

Ab November 1991 fuhr die Bainbridge ein weiteres Mal ins Mittelmeer, durchquerte den Sueskanal und nahm als Teil der Kampfgruppe der Dwight D. Eisenhower an der Operation Desert Storm teil. 1992 nahm sie an der Operation Teamwork 92 im Europäischen Nordmeer teil, 1993 an Solid Stance 93, wobei sie auch Deutschland besuchte. Ebenfalls 1993 führte die Bainbridge Einwanderungs- und Drogenkontrollfahrten vor Haiti durch. Im November des Jahres führte sie noch Operationen mit der Kampfgruppe der George Washington vor Puerto Rico durch.
Ab 1994 nahm die Bainbridge als Flaggschiff von Konteradmiral J. Stark an der Operation Sharp Guard teil, eine Operation, die UN-Sanktionen gegen Jugoslawien durchsetzen sollte. Ebenfalls nahm sie an Operation Deny Flight teil, wo sie die Flugverbotszonen über Jugoslawien überwachte. Ihre letzte Fahrt nach Europa fand Anfang 1995 statt, wo sie auch Bremerhaven besuchte. Im April 1995 verlegte die Bainbridge in die Yorktown Naval Weapons Station, wo ihre Raketen entladen wurden. Kurz darauf wurden die Reaktoren entleert und das Schiff nach Bremerton geschleppt, wo sie in der Puget Sound Naval Shipyard als ex-Bainbridge im Rahmen des Ship-Submarine Recycling Program ab dem 1. Oktober 1997 zerlegt wurde, ein Prozess, der am 30. Oktober 1999 abgeschlossen war.

### Auszeichnungen
Die Bainbridge hat während ihrer Laufbahn insgesamt elf Battle-E-Auszeichnungen bekommen, die jährlich an das beste Schiff eines Geschwaders verliehen wird. Im Jahre 1973 erreichte sie als erstes Überwasserschiff die Wertung Excellent in einem Operational Reactor Safeguards Exam (ORSE) (Sicherheitstest für Betriebssicherheit des Reaktors). Im November 1983 gewann die Bainbridge den Majorite Sterrett Battleship Award, der alle sechs Jahre an das beste Überwasserkampfschiff der Pazifikflotte verliehen wird. Im selben Jahr konnte sie noch einen Preis für Luftraumverteidigung des Kommandanten der Überwasserstreitkräfte der Pazifikflotte einstreichen.

## Heimathäfen

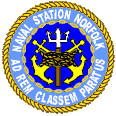
Logo der Naval Station Norfolk, letzter Heimathafen der Bainbridge

| 6. Oktober 1962 bis November 1965 | Charleston, South Carolina |
| November 1965 bis August 1967     | Long Beach, Kalifornien    |
| August 1967 bis August 1969       | Vallejo, Kalifornien       |
| August 1969 bis Juni 1974         | Long Beach, Kalifornien    |
| Juni 1974 bis April 1977          | Bremerton, Washington      |
| April 1977 bis Ende 1978          | San Diego, Kalifornien     |
| Ende 1978 bis März 1979           | Bremerton, Washington      |
| März 1979 bis Oktober 1983        | San Diego, Kalifornien     |
| Oktober 1983 bis April 1985       | Bremerton, Washington      |
| April 1985 bis Juli 1985          | San Diego, Kalifornien     |
| Juli 1985 bis September 1996      | Norfolk, Virginia          |

## Kommandanten
| 6. Oktober 1962 bis 27. Juli 1964         | Raymond E. Peet     |
| 27. Juli 1964 bis 17. Dezember 1966       | Hal C. Castle       |
| 17. Dezember 1966 bis 30. August 1970     | James H. Doyle Jr.  |
| 30. August 1970 bis 9. Februar 1974       | William R. Sheridan |
| 9. Februar 1974 bis 26. März 1977         | B. Bruce Newell     |
| 26. März 1977 bis 20. Mai 1980            | T. A. Almstedt Jr.  |
| 20. Mai 1980 bis 24. Juni 1983            | J. F. Shaw          |
| 24. Juni 1983 bis 28. Juni 1986           | J. Paul Reason      |
| 28. Juni 1986 bis 23. Juni 1989           | J. Thomas Gilmartin |
| 23. Juni 1989 bis 23. Dezember 1991       | Laurance M. Bergin  |
| 23. Dezember 1991 bis 24. November 1993   | G. M. Ziller Jr.    |
| 24. November 1993 bis Außerdienststellung | James M. Brown      |